# Michał Janowicz Newelski
Michał Janowicz Newelski herbu własnego (zm. w 1684 roku) – sędzia ziemski połocki w latach 1677-1684, podsędek połocki w latach 1667-1676, stolnik połocki w latach 1651-1667, łowczy połocki w latach 1648-1651.
Poseł na sejm 1649/1650 roku.
Był elektorem Michała Korybuta Wiśniowieckiego z województwa połockiego w 1669 roku.